# Rutsweiler am Glan
Rutsweiler am Glan là một đô thị ở huyện Kusel, bang Rheinland-Pfalz, phía tây nước Đức. Đô thị Rutsweiler am Glan có diện tích 1,59 km².